# Караколь (Кзылкогинский район)
Караколь (каз. Қаракөл) — село в Кзылкогинском районе Атырауской области Казахстана. Административный центр Джамбылского аульного округа. Код КАТО — 234835100.

## Население
В 1999 году население села составляло 1670 человек (876 мужчин и 794 женщины). По данным переписи 2009 года, в селе проживало 1547 человек (796 мужчин и 751 женщина).